# Joseph Hirschfeld
Joseph Hirschfeld (gestorben 1848 in Berlin) war ein Lehrer und Publizist von hebräischen Schriften.

## Leben und Wirken
Joseph Hirschfeld war spätestens seit 1824 Lehrer in Schwerin an der Warthe (heute Skwierzyna) in Westpreußen. Die Stadt hatte eine der größten jüdischen Gemeinden in den polnischen Gebieten Preußens. Ein Schüler war wahrscheinlich der spätere Gelehrte Manuel Joël.
Joseph Hirschfeld veröffentlichte Wörterbücher und andere Schriften in hebräischer, jiddischer und deutscher Sprache (Auswahl):
- Lekitas Joseph : enthält hebräische gleichlautende Wörter von verschiedenen Bedeutungen, Lissa, 1824
- Schemoth hanirdaphim : Neues synonymisches Handwörterbuch zur Beförderung der hebräischen Sprache (...), mit deutscher Übers. nebst Anzeige wo sie in der heiligen Schrift zu finden sind, Frankfurt a.d. O., 1828
- Huldigungen, der Gottheit dargebracht in 7 Gesängen zur Beförderung frommer Gemüthserhebungen (...), Berlin, 1831
- Yedaʿyah ha-Penini: Sefer beḥinot ʿolam : lefi mivḥan ha-boḥanim beḥunot ke-zahav ṿe-tserufot ke-khesef, bo yivḥanu (...) = Betrachtungen über die Welt und ihre Bewohner des Jedaia Penini Badreschi, oder Der polirte Spiegel, Berlin, 1838, als Herausgeber